# 古川修 (建築研究者)
古川修（ふるかわ おさむ、1925年10月3日 - 2000年3月2日）は日本の建築学者。京都大学名誉教授。

## 経歴
1974年京都大学工学部教授に就任し、建築施工講座で教鞭をとる。
1989年京都大学退官。1989年4月から1993年3月工学院大学工学部にて教授を務める。
1992年10月から1999年3月まで財団法人建築コスト管理システム研究所理事長を務める。
建築経済、建築産業構造に関する研究を行った。
蔵書は死後、東日本建設業保証が設置する建設産業図書館のコレクションとして収蔵された。

## 受賞
平成２年建設大臣表彰、平成５年労働大臣表彰を受けた。

## 主な著書
『日本の建設業』（岩波新書）岩波書店　1963年
『建築経済 : 設計・生産・組織』P.A.ストーン 著,古川修, 藤上輝之 共訳 鹿島研究所出版会 1968年
『建築生産システム』古川修,永井規男，永井規男,江口禎／著　彰国社　1982年